# Arere Anentia
Arere Anentia, auch Oreri Onentia, (1931–1979) war ein kenianischer Langstreckenläufer.
Bei den Olympischen Spielen 1956 in Melbourne schied er über 5000 m im Vorlauf aus. 
1958 gewann er bei den British Empire and Commonwealth Games in Cardiff Bronze über sechs Meilen und wurde Achter über drei Meilen.
Zwei Jahre später kam er bei den Olympischen Spielen 1960 in Rom über 10.000 m auf den 19. Platz.
1962 wurde er bei den British Empire and Commonwealth Games in Perth Siebter über sechs Meilen und Zehnter über drei Meilen.

## Persönliche Bestzeiten
- 5000 m: 14:13,8 min, 1962
- 10.000 m: 29:12,6 min, 6. Juli 1961, Helsinki